# Aluminosilicat
Un aluminosilicat és un silicat doble d'alumini i d'un altre metall, que pot ser monovalent o divalent. Els aluminosilicats són sòlids, generalment d'origen natural i de constitució complexa. En geologia són un grup de minerals que contenen òxid d'alumini (Al₂O₃) i quars (SiO₂). Aquests minerals són nesosilicats (un tipus de silicats). Dins dels nesosilicats, i juntament amb les argiles i el caolí, formen el grup dels silicats d'alumini.
Alguns exemples d'aluminosilicats són l'argila, la prehnita, els feldespats, les clorites, les zeolites, la nefelina, la leucita, la sodalita, la latzurita, etc.

## Estructura
Hom interpreta llur estructura com la dels silicats en general, considerant la manera com estan units els grups tetraèdrics SiO₄ en l'edifici cristal·lí. En alguns aluminosilicats, tals com el beril, aquests grups formen estructures cícliques, i en d'altres, com ara les miques, formen capes de dues dimensions.
El cas més corrent és, però, aquell en què formen estructures contínues tridimensionals, amb substitució parcial, de manera regular i ordenada, del silici per alumini (també amb oxigen, com als silicats de silici). El nombre d'oxígens és sempre exactament el doble de la suma del nombre d'àtoms de silici i d'alumini.